# Pachydelphus
Pachydelphus là một chi nhện trong họ Linyphiidae.